# Équipe des Antilles néerlandaises masculine de volley-ball
Cet article traite de l'équipe masculine. Pour l'équipe féminine, voir Équipe des Antilles néerlandaises féminine de volley-ball.
L'équipe des Antilles néerlandaises de volley-ball est composée des meilleurs joueurs sélectionnés par la Fédération des Antilles néerlandaises de Volleyball (Netherland Antilles Volleyball Bonds, NAVB). Elle est actuellement classée au 85e rang de la FIVB au 15 janvier 2010.

## Palmarès et parcours

### Palmarès
Néant.

### Parcours

#### Championnat d'Amérique du Nord
| - 1969 : Non qualifié - 1971 : 5e - 1973 : Non qualifié - 1975 : Non qualifié - 1977 : 8e - 1979 : Non qualifié - 1981 : 7e - 1983 : 6e - 1985 : 5e - 1987 : Non qualifié | - 1989 : 7e - 1991 : Non qualifié - 1993 : 6e - 1995 : Non qualifié - 1997 : Non qualifié - 1999 : Non qualifié - 2001 : Non qualifié - 2003 : Non qualifié - 2005 : Non qualifié - 2007 : Non qualifié | - 2009 : Non qualifié |